# Montauban en scènes
Montauban en scènes est un festival de musique se déroulant chaque année au Jardin des plantes et au centre-ville de Montauban depuis 2015.

## Histoire
Brigitte Barèges, maire de la ville, a souhaité proposer un événement populaire et festif. Elle confie la création d'un nouveau festival à Audrey Beauchart, directrice des salles de spectacles de Montauban[source secondaire souhaitée]. Ce festival remplace celui d'Alors... CHANTE! crée en 1986, déplacé dans un premier temps à Castelsarrasin, puis supprimé en 2016.
Chaque année, le festival propose une programmation « In » dans le cadre du jardin des Plantes, ainsi que des spectacles gratuits dans différents lieux de la ville.

## Festival

### Avant 2019
Le festival propose une  programmation entièrement gratuite "OFF", et une programmation payante "IN"[réf. à confirmer].

### Depuis 2019
À partir de 2019, le festival « IN » est repensé autour de 4 soirées avec des plateaux de 3 artistes s'articulant autour de 4 ambiances musicales[source secondaire souhaitée]. Elle se déroule au cœur du Jardin des plantes de Montauban.
Le Festival « Off » propose une programmation gratuite étalée sur 10 jours, avec 200 artistes répartis sur quatre scènes disséminées dans le centre-ville de Montauban. Elle présente plusieurs styles et  disciplines artistiques : chant, danse, opéra, cirque ou magie.

### Logotype

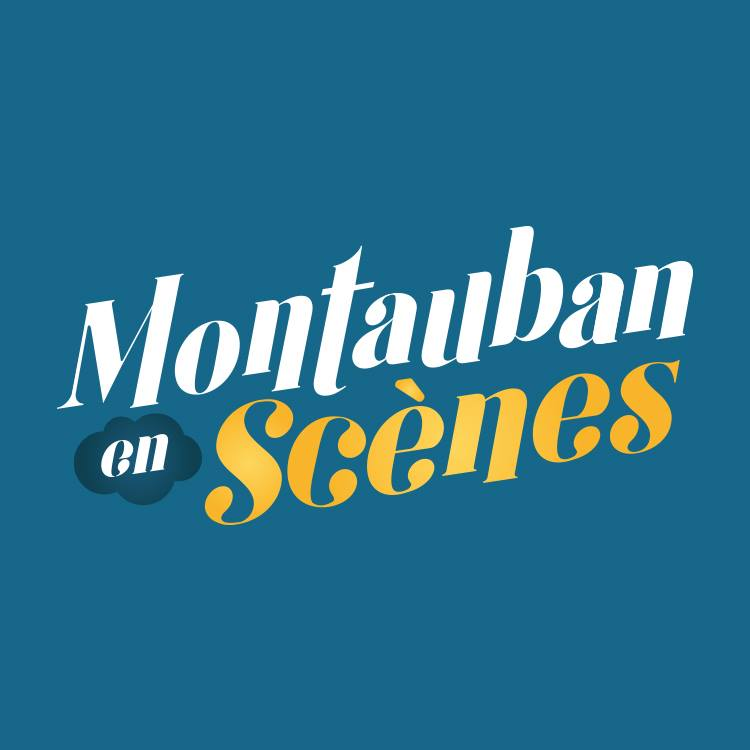
Logo édition 2015.
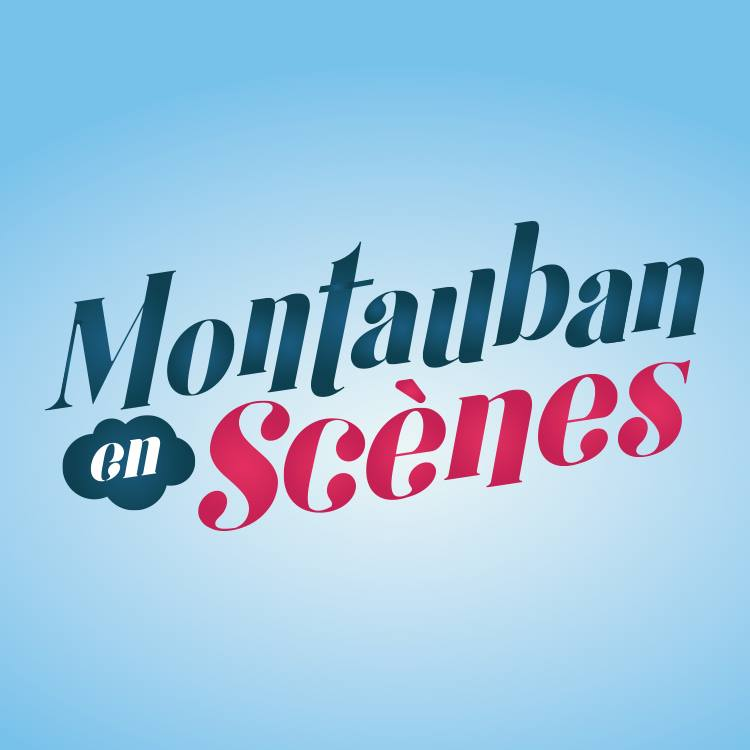
Logo édition 2016.
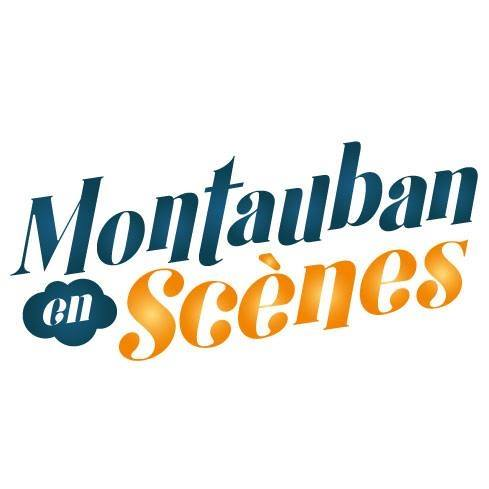
Logo édition 2017.
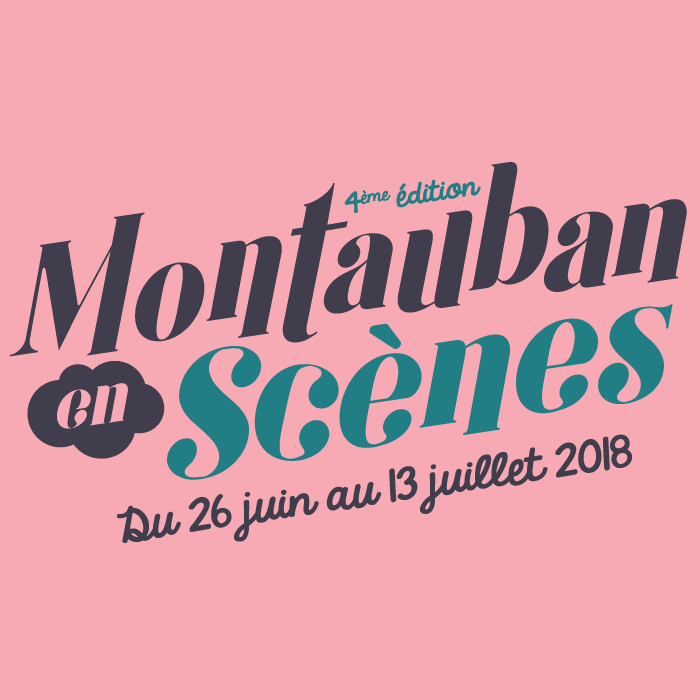
Logo édition 2018.
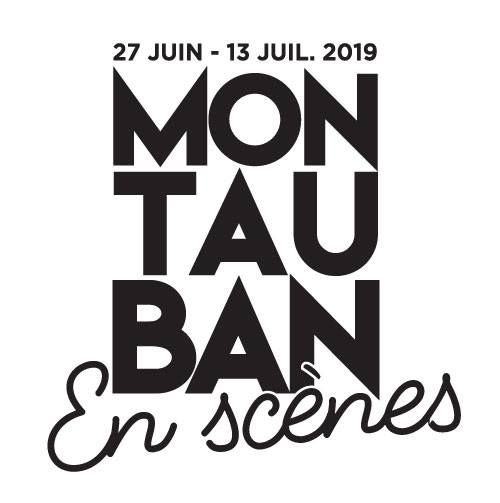
Logo édition 2019.

## Éditions festival «In»

### 2019
L'édition 2019 de Montauban en scènes s'est déroulée du 27 juin au 13 juillet.
| Jour    | Artistes                                             |
| ------- | ---------------------------------------------------- |
| 27 juin | Dadju, Bénabar, Broken Back                          |
| 28 juin | Polo & Pan, Bon Entendeur, Ofenbach                  |
| 29 juin | Aya Nakamura, Caruso, Gims                           |
| 30 juin | Charlie Winston, Bernard Lavilliers, Ibrahim Maalouf |

### 2018
L'édition 2018 de Montauban en scènes s'est déroulée du 27 juin au 13 juillet.
| Jour    | Artistes       |
| ------- | -------------- |
| 27 juin | Julien Clerc   |
| 29 juin | Vianney        |
| 30 juin | Rag'n'Bone Man |

### 2017
L'édition 2017 de Montauban en scènes s'est déroulée du 28 juin au 13 juillet.
| Jour        | Artistes               |
| ----------- | ---------------------- |
| 28 juin     | Michaël Gregorio       |
| 29 juin     | Slimane, Jenifer, Amir |
| 30 juin     | Tal                    |
| 1er juillet | Stars 80, la tournée   |
| 2 juillet   | Patrick Bruel          |

### 2016
L'édition 2016 de Montauban en scènes s'est déroulée du 1er au 17 juillet.
| Jour       | Artistes                       |
| ---------- | ------------------------------ |
| 4 juillet  | Pascal Obispo                  |
| 5 juillet  | Yael Naim, Faada Freddy        |
| 6 juillet  | Pony Pony Run Run, Lou Doillon |
| 8 juillet  | Fréro Delavega, Sophie Tapie   |
| 9 juillet  | Cerrone, Laurent Wolf          |
| 10 juillet | Maurane, Lara Fabian           |

### 2015
L'édition 2015 de Montauban en scènes s'est déroulée du 2 au 31 juillet.
| Jour       | Artistes                              |
| ---------- | ------------------------------------- |
| 16 juillet | Al Mckays Earth Wind, Fire Experience |
| 18 juillet | Kendji Girac                          |
| 22 juillet | Black M                               |
| 24 juillet | Electro Deluxe                        |
| 26 juillet | Véronique Sanson                      |
| 28 juillet | Dany Brillant                         |
| 30 juillet | Michel Leeb                           |